# П'єр Жиль де Жен
П'єр-Жиль де Жен (фр. Pierre-Gilles de Gennes; 24 жовтня 1932, Париж, Франція — 18 травня, 2007, Орсе (Ессонн), Франція) — французький фізик. Лауреат Нобелівської премії з фізики 1991 року за свої роботи з дослідження рідких кристалів та полімерів. Іноземний член НАН України.

## Біографія
Закінчив Вищу нормальну школу в 1955 році. До 1959 року працював в Центрі атомної енергії в Саркле та займався розсіянням нейтронів та магнетизмом. В 1959 році працював разом з Чарльзом Кіттелем в Каліфорнійському університеті Берклі. Одержав позицію професора-асистента в Орсе в 1961 році та працював у дослідженнях надпровідності. В 1968 році почав займатися рідкими кристалами. В 1971 році став професором в Колеж де Франс.